# プーティンラペ
プーティンラペ(Poutine râpée)は、伝統的なアカディア料理で、最も一般的なものは、豚肉のフィリングを詰めたジャガイモのダンプリングである。摩り下ろしたジャガイモとマッシュポテトを混ぜて作られる。
ダンプリング自体を数時間茹でるレシピもある。
作るのに時間がかかるため、通常は、祝日等の特別な機会の食事と考えられている。白砂糖または黒砂糖、メープルシロップ、果物のプレザーブ等が添えられることもある。

## 語源
プーティンという用語の語源は明らかになっていないが、恐らく英語の"pudding"に由来すると思われる。ラぺはフランス語で「摩り下ろした」という意味であり、摩り下ろしたジャガイモを材料にすることを表している。